# 小行星8070
小行星8070（8070 DeMeo）是一颗绕太阳运转的小行星，为主小行星带小行星。该小行星于1981年3月发现。

## 轨道参数
小行星8070的轨道半长轴为412 413 390 km，2.7567740 UA，离心率为0.253。